# Ophiolamia
Ophiolamia is een geslacht van weekdieren uit de klasse van de Gastropoda (slakken).

## Soorten
- Ophiolamia armigeri Warén & Carney, 1981
- Ophiolamia fragilissima Bouchet & Warén, 1986